# Miro Saldanha

Miro Saldanha (São Gabriel, 17 de julho de 1956) é um cantor brasileiro de música nativista gaúcha, cujas composições têm como principal característica a mescla de temas do campo e da cidade, abordando frequentemente questões de profundo cunho social, distribuídas entre temas mais leves. Entre suas composições mais conhecidas, destacam-se Pilares, do CD Um Canto Meu (2007), Perfil Gaúcho e Princípios, gravadas no CD O Rastro e a Poeira (2009), Retratos de um Povo e Pedaços, gravadas no CD Pedaços (2011), além de Chegada e Mescla Latina, gravadas no CD Mescla Latina  (2013).

## Discografia
- Algo Estranho (2003) (com Jean Kirchoff)
- Um Canto Meu (2007)
- O Rastro e a Poeira (2009)
- Pedaços (2011)
- Mescla Latina (2013)
- Varais de Esperanças (2016)

## Prêmios e indicações

### Prêmio Açorianos
| Ano  | Categoria                     | Indicação            | Resultado |
| ---- | ----------------------------- | -------------------- | --------- |
| 2009 | Compositor de Música Regional | Miro Saldanha        | Indicado  |
| 2015 | Compositor de Música Regional | Miro Saldanha        | Indicado  |
| 2015 | Álbum de Música Regional      | Varais de Esperanças | Indicado  |